# Dominic Oduro (fodboldspiller, født 1995)
 Der er flere personer med dette navn, se Dominic Oduro.
Dominic Oduro (født 23. januar 1995) er en fodboldspiller fra Ghana, der tidligere bl.a. har spillet for AGF og FC Nordsjælland.

## Karriere

### FC Nordsjælland
Dominic Oduro fik sin debut i Superligaen for FC Nordsjælland den 26. maj 2016, da han blev skiftet ind i det 90. minut i stedet for Marcus Ingvartsen i 1-0-sejren hjemme over Viborg FF.